# Хороб Степан Іванович
Степан Іванович Хороб (нар. 19 червня 1949 в селі Драгомирчани Тисменицького району Івано-Франківської області) — український науковець-літературознавець, критик, перекладач, журналіст, театрознавець, педагог. Доктор філософії (1997), габілітований доктор філології (1999), доктор філологічних наук (2002), професор (2003). Заслужений діяч науки і техніки України (2009), дійсний член НТШ (2007), член Національної спілки письменників України, член Національної спілки журналістів України, відмінник освіти України (2005, 2009)., Завідувач кафедри української літератури Прикарпатського національного університету імені Василя Стефаника (з 1994), директор Інституту філології Прикарпатського національного університету імені Василя Стефаника (2006—2013).

## Життєпис
Народився 19 червня 1949 року в селі Драгомирчани колишнього Тисменицького району Івано-Франківської області. 
Закінчив філологічний факультет Івано-Франківського педагогічного інституту (1971, нині Прикарпатський національний університет імені Василя Стефаника). 
Працював у 1971-1972 рр. учителем української мови та літератури у школі Перегінської СШ колишнього Рожнятівського району Івано-Франківської області. 
У 1973-1987 рр. - журналіст у редакціях газет Івано-Франківщини. Зокрема, головний редактор газети "Педагог Прикарпаття" Івано-Франківського державного педагогічного інституту ім. В. Стефаника.
Від 1987 р.— асистент, старший викладач, доцент, професор кафедри української літератури Прикарпатського національного університету імені Василя Стефаника.
Завідувач кафедри української літератури Прикарпатського національного університету імені Василя Стефаника (з 1994) .
Директор (декан) Інституту філології Прикарпатського національного університету імені Василя Стефаника (2006—2013).

## Наукова діяльність
Сфера наукових інтересів — теорія та історія драми, сценічного мистецтва, специфіка художнього мислення в українській і зарубіжній драматургії, поетика української та західноєвропейської релігійно-християнської драми, літературна компаративістика, літературна і театральна критика, історія і теорія журналістики.
Кандидат філологічних наук (тема дисертації: «Проблема конфлікту в українській радянській драматургії 70-х років», Одеса, 1989). Науковий керівник — доктор філологічних наук, професор кафедри української літератури імені акад. М. Возняка Львівського національного університету імені Івана Франка Леоніла Міщенко.
Доктор філософії в Українському Вільному Університеті (тема дисертації: «Українська драматургія кінця ХІХ-початку ХХ століття: напрями, течії, стилі», Мюнхен, 1997) і доктора філології габілітованого (тема дисертації: «Українська релігійно-християнська драма кінця ХІХ-початку ХХ століття: жанрово-стильова своєрідність», (Мюнхен, 1999). Науковий керівник двох дисертаційних досліджень в УВУ — академік НАН України, доктор філологічних наук, професор Леонід Рудницький).
Доктор філологічних наук (тема дисертації: «Українська драматургія кінця ХІХ-початку ХХ століття в системі модерністського художнього мислення», Львівський національний університет імені Івана Франка, 2002). Науковий керівник — доктор філологічних наук, професор Тарас Салига.
Професор кафедри української літератури (2003).
Був головою спеціалізованої вченої ради із захисту кандидатських дисертацій у Прикарпатському національному університеті імені Василя Стефаника (2010—2021) та членом спеціалізованої вченої ради із захисту докторських дисертацій у Львівському національному університеті імені Івана Франка (2003—2021).
Підготував 16 науковців-літературознавців, з них 4-х докторів та 12 кандидатів філологічних наук. Близько півсотні разів опонував дисертаційні дослідження у вчених радах вишів Львова, Києва, Тернополя, Харкова, Чернівців, Херсона, Одеси.
Друкувався у літературознавчих виданнях Мюнхена (Німеччина), Варшави, Кракова, Любліна (Польща), Оломоуца (Чехія), Філадельфії (США), Вінніпегу (Канада), Пряшева (Словаччина), Загреба (Хорватія). Опублікував близько тисячі культурно-публіцистичних матеріалів у засобах масової інформації.
Був головним редактором «Вісника Прикарпатського університету. Серія Філологія» (2006—2015).
Головний редактор «Прикарпатського вісника НТШ. Слово» (з 2008).
Автор понад 350 наукових праць, з них — 70 книг: 14 осібних монографій та окремих досліджень, 11 колективних монографій, а також був упорядником десятків видань.

### Монографії
- Українська драматургія: крізь виміри часу (теоретичні та історико-літературні аспекти драми). Івано-Франківськ. 1999. 200 с. ISBN   966-7263-33-9
- Слово-образ-форма: у пошуках художності. Літературознавчі статті і дослідження. Івано-Франківськ, 2000. 200 с. ISBN 966-7365-68-9
- Українська релігійна драма кінця ХІХ-початку ХХ століття: проблематика, жанрово-стильова своєрідність (монографія). Івано-Франківськ. 2001. 147 с. ISBN 966-640-084-7
- Українська модерна драма кінця ХІХ - початку ХХ століття (неоромантизм, символізм, експресіонізм)  (монографія). Івано-Франківськ. 2002. 414 с. ISBN   966-640-083-9
- На літературних теренах: Дослідження, статті, рецензії. Івано-Франківськ. 2006. 416 с. ISBN   966-640-175-4
- Українська  драматургія 20-30-х років у Західній Україні та діаспорі( монографія). Івано-Франківськ. 2008. 192 с. ISBN  978-966-398-038-6
- Літературно-мистецькі знаки життя: літературознавчі й театрознавчі статті, дослідження і публіцистика. Івано-Франківськ. 2009. 390 с.  ISBN 978-966-398-056-0
- Діалоги у відсвіті слова (українська драматургія в типологічних зіставленнях). Івано-Франківськ. 2013. 308 с. ISBN   978-966-428-332-5
- Збережені миті (Статті, портрети, інтерв’ю, огляди, рецензії). Івано-Франківськ. 2015. 416 с. ISBN   978-966-428-390-5
- «Драма – моя стародавня страсть…»: Драматургія і театр І. Франка (монографія). Івано-Франківськ. 2016. 268 с . ISBN 978-966-428-452-0
- Сторінки історії української драматургії кінця ХІХ-початку ХХ століття (монографія). Івано-Франківськ. 2018. 268 с. ISBN 978-966-428-602-9
- Літературознавчі етюди. Дослідження про західноукраїнських та еміграційних учених першої половини ХХ століття. Івано-Франківськ. 2020. 288 с. ISBN   978-966-428-712-5
- У відлуннях часу (статті, ескізи,  рецензії, спогади). Івано-Франківськ. 2021. 380 с. ISBN  978-966-428-809-2
- Українська лірична драма кінця ХІХ – початку ХХ століття (генеза, символічність, сценічність, музичність) : монографія . Івано-Франківськ. 2024. 319 с. ISBN 978-966-428-925-9

### Статті
- «Мої п'єси— то мій смуток». Театр І.Франка. «Украдене щастя»: конфлікти, характери, сценічна історія (Львів,1995). С.11-29;
- Поетика конфлікту в новелістиці Василя Стефаника: Матеріали міжнародної наукової конференції в Ягеллонському університеті (Krakow, 1998). S. 79-90.
- Драматургія Юліуша Словацького і Лесі Українки: типологія художнього мислення (Warszawa, 2000) S. 96-112;
- Експресіонізм у драмах В. Винниченка і М . Куліша (Сімферополь, 2000), С.344-348;
- Драматургія Олександра Олеся і Моріса Метерлінка: типологія символістської ідейно-естетичної свідомості (Львів, 2005). С.124-137;
- Міфологічність українських і польських драматургів: контактно-генетичні і типологічні аспекти (Krakow, 2005). S. 228—240;
- Оновлення сценічних форм і модифікацій драматичного конфлікту в п'єсі І. Франка « Украдене щастя» (Львів, 2007). С.183-198;
- Модифікація структури і принципів естетичної функції ремарки в українській модерністській драмі поч. ХХ ст. (Львів, 2007). С.175-182;
- Український і польський драматургічно-сценічний модернізм зламу ХІХ-ХХ століть в інтерпретації Івана Франка: контактно-генетичний та історико-типологічний аспект (Warszawa , 2007). с421- 432;
- Транспозиція містерійних форм в українській сакральній драматургії: генеза і трансформація (Вісник Дніпропетровського університету імені Альфреда Нобеля, 2011). С. 90-104;
- Драматургія Вільяма Батлера Єйтса початку ХХ століття й українська модерна драма: від символу до ритуалу (Київ, 2012). С.50-55;
- Поетика ремарки в українській модерній драмі поч. ХХ століття (Munchen, 2013). S. 212—221;
- Український драматургічно-театральний символізм у контексті вибору між Сходом і Заходом ;
- Драматичні етюди Олександра Олеся: символізм і театральність (Warszawa, 2017).463-472;
- Eshatoloskina cinumjetnickagra z misljanja u novelistiki Vasylja Stefanyka (Zagreb, 2017). S.214-221;
- Українська поетична драма кінця ХІХ- початку ХХ століття: ліричність і театральність (Київ, 2017). С.132-148;
- Творчість Володимира Державина періоду МУРу (Івано-Франківськ, 2017). С.3-20;
- Леонід Білецький  — історик літератури (Warszawa 2018). S.129-141;
- Літературно-критичні концепції Миколи Євшана (На матеріалі статті П. Петренка «Естетичне «вірую» М. Євшана») / С. І. Хороб // Українознавчі студії. 2018. №19. С. 93-102 ;
- Literary History of B. Lepky (Ivano-Frankivsk, 2019). S.92-98;
- The poetics of the Novelle in Correlation to Vasyl Stefanyk's Artistic Vision (Ivano-rankivsk, 2020). S.15-22;
- Кореляція поетики новели в систмі художнього мислення Василя Стефаника (2020) ;
- Специфіка новелістичного мислення в прозі Василя Ткачука (2020) ;
- Теорія драматичного мистецтва Михайла Роздольського: театрознавчий і літературознавчий аспект (Львів, 2020). С. 259—270;
- Драматургія Лесі Українки і європейська модерна драма: текст, контекст // Журнал Прикарпатського університету імені Василя Стефаника. 2021. Т. 8. № 2. С. 65-69. ;
- Ідея «чистої форми» і жанр «пророчої» п'єси в драматургії Станіслава Ігнація Віткевича та Володимира Винниченка і Миколи Куліша (Білосток, 2022). С. 239—249;
- Типологія авторських моделей художнього мислення в українській та західноєвропейській символістській драмі // Прикарпатський вісник Наукового товариства імені Шевченка. Слово. 2022. № 17(65). С. 188-208 ;
- Твори Василя Стефаника в іномовній інтерпретації // Прикарпатський вісник Наукового товариства імені Шевченка. Слово.  2022. № 16(63). С. 292-303 .

### Упорядкування та редагування
- Григор Лужницький. Посол до Бога: Українська історично-релігійна драма. Івано-Франківськ.1996. 242 с.;
- Василь Стефаник – художник слова. Івано-Франківськ / Редколегія: В.Кононенко, В.Грещук, С.Хороб. 1996. 272 с. ISBN 5-7763-8760-4
- Григор Лужницький. Вибране. Івано-Франківськ. 1998. 274 с. ISBN 966-7365-29-8
- Василь Лімниченко. Убите щастя. Драма з сільського життя у п’яти діях. Івано-Франківськ. 1999. 88 с. ISBN  994-7658-10
- Серця живе джерело. Антологія поезій, присвяч. Йосипу Сліпому. Івано-Франківськ. /Упор. С.Хороб, Л.Рудницький/.1999. 176 с. ISBN  996-7365-67-0:  2000. 176 с. ISBN  996-7363-36-8; 2013. 192 с. ISBN  978-966-7363-36-8
- Нариси з поетики української літератури кінця ХІХ-початку ХХ ст. Івано-Франківськ. 2000. 232 с. ISBN  966-640-018-9
- Шевченко. Франко. Стефаник: Матеріали Міжнародної наукової конференції. Івано-Франківськ. 2001. 436 с. ISBN   966-640-103-7
- Сівач духовності: Збірник спогадів, статей, матеріалів, присвяч. професору Володимирові Полєку. Івано-Франківськ. 2002. 460 с. ISBN    966-7574-02-8
- Слово і доля: Збірник на пошану письменника, професора Степана Пушика. Івано-Франківськ. 2004. 330 с. ISBN  966-640-134-7
- Українство: національно-духовні виміри: Збірник наук. праць і матеріалів Івано-Франківського осередку НТШ. Івано-Франківськ. 2005. Вип.1. 398 с. ISBN   966-716-07-2
- Володимир Державин. Література і літературознавство: Вибрані теоретичні та літературно-критичні праці. Івано-Франківськ. 2005. 491 с. ISBN 966.4285/17
- «Покутська трійця» в загальноукраїнському літературно-художньому процесі кінця ХІХ-початку ХХ століття: збірник наукових праць. Івано-Франківськ. 2006. 496 с.  ISBN  966-640-189-4
- Нариси з поетики: теоретико-методологічні та історико-літературні виміри (Маловідомі праці з українського літературознавства Михайла Роздольського, Святослава Гординського, Володимира Державина). Івано-Франківськ. 2008.  186 с. ISBN  978-966-1521-12-3
- Слово: Записки Івано-Франківського осередку НТШ. Івано-Франківськ. 2008-2024 (20 томів) ISSN   2304-7402
- Леонід Рудницький. Світовий код українського письменства: вибрані літературознавчі праці й дослідження. Івано-Франківськ. 2010. 334 с. ISBN   978-966-640-290-8
- Володимир Державин. У задзеркаллі художнього слова (Вибрані статті, дослідження). Івано-Франківськ. 2012. У 2-х книгах. Кн.1. 416 с. ISBN   978-966-518-494-2; Кн.2. 416 с. ISBN 968-966-518-519-2
- Тарас Шевченко: погляд з третього тисячоліття (монографія). Варшава – Івано-Франківськ. 2015. 492 с. ISBN  978-966-2716-59-8
- Володимир Державин. У задзеркаллі художнього слова (Вибране). Івано-Франківськ. 2015. 726 с. ISBN 978-966-428-431-5
- Леонід Білецький. Історія української літератури: У 2-х т. Т.1. Івано-Франківськ. 2015. 380 с. ISBN     978-966-428-412-4 ; Т.2. 384 с. ISBN  978-966-428-432-2
- Василь Стефаник: Наближення (монографія). Івано-Франківськ – Варшава. 2017. 512 с. ISBN 978-966-428-519-0
- Володимир Державин. Літературознавство. Критика. Публіцистика. Івано-Франківськ. 2017. 336 с. ISBN 978-966-428-505-3
- «І все життя – подвижництво у рідному слові…»: статті, дослідження, спогади про професора Любов Миколаївну Кіліченко. Івано-Франківськ. 2017. 444 с. ISBN  966-587-038-6
- Світлана Алексієвич - нобелівський лауреат із Івано-Франківська (Станіслава). Збірник матеріалів, присвяч. життю і творчості сучасної білоруської письменниці. Івано-Франківськ. 2017. 126 с. ISBN 978-966-428-524-4
- Сценічне слово Благовісту. Антологія української релігійно-християнської драми ХХ-ХХІ століття. Івано-Франківськ. 2018. 648 с. ISBN 978-966-428-601-2
- Леонід Рудницький. Трьома мовами для трьох культур (Літературознавчі і культурологічні праці).Івано-Франківськ. 2020. 444 с. ISBN   978-966-640-290-8
- Вісник Прикарпатського університету. Філологія. 1996-2015. (відповід. секретар, наук.редактор, голова редакційної комісії). Вип.42-43 ISBN  978-966-428-399-8
- Василь Стефаник. Зібрання творів: У трьох томах (чотирьох книгах). Івано-Франківськ. 2021(голова редакційної колегії, редактор і упорядник Т.2). ISBN   978-966-428-729-3 (т.2)
- Василь Стефаник у дослідженнях і спогадах. Івано-Франківськ. 2021. 476 c. ISBN  978-966-428-777-4
- « …Бо війна війною…»: Спроба антології української прози про події Першої світової війни. Івано-Франківськ. 2022. 464 с. ISBN 978-966-428-835-1
- Василь Стефаник: Інтерпретації. Івано-Франківськ – Варшава. 2023. 664 с. ISBN   978-966-428-900-6

### Переклади
- Сторінки книг Світлани Алексієвич. «У війни не жіноче обличчя», «Я поїхав з села», «Батьківський дім», «Цинкові хлопчики», «Чорнобильська молитва», «Останні свідки», «Час  second-hand» на сторінках газетних і журнальних видань Прикарпаття  (1987-2013);
- Володимир Бутромеєв. Крик на хуторі. Анатолій Делендик. Нічне чергування. П’єси.(Переклад з білоруської Степана Хороба та вст.стаття «Поезія справжнього життя»). Івано-Франківськ:Місто НВ.  2021. 184 с. ISBN 978-966-428-774-3

## Відзнаки
Степан Хороб є лауреатом:
- Міжнародної літературної премії Волянських-Швабінських (США)
- Національної спілки письменників України «Благовіст»
- Івано-Франківської обласної літературної премії імені Василя Стефаника[4]
- Івано-Франківської обласної премії в галузі літературознавства імені Миколи Євшана
- Івано-Франківської міської премії імені Івана Франка[5]
- лауреат конкурсу академічної нагороди імені Василя Стефаника (Прикарпатський національний університет імені Василя Стефаника[6]).
- Нагороджений Почесними грамотами Кабінету Міністрів України, Міністерства освіти і науки України, медаллю «За заслуги перед Прикарпаттям».
- Ювілейна медаль імені В. Т. Полєка (2024).